# Atractotomus cooperi
Atractotomus cooperi är en insektsart som beskrevs av Stonedahl 1990. Atractotomus cooperi ingår i släktet Atractotomus och familjen ängsskinnbaggar. Inga underarter finns listade i Catalogue of Life.